# L'arma dell'inganno - Operation Mincemeat
L'arma dell'inganno - Operation Mincemeat (Operation Mincemeat) è un film del 2021 diretto da John Madden.
Il film è basato sul libro di Ben Macintyre sull'operazione Mincemeat durante la seconda guerra mondiale.

## Trama
Nel 1943, in piena seconda guerra mondiale, l'intelligence del Regno Unito è in fermento: Winston Churchill ha organizzato uno sbarco delle forze alleate in Sicilia, ma c'è il timore che tale regione sia considerata un obiettivo troppo ovvio dai nazisti. Per evitare ingenti perdite militari, occorre depistare i tedeschi e convincerli che il reale obiettivo dello sbarco sia la Grecia: il Comitato Venti incarica dell'operazione il capitano Ewen Montagu e il tenente Charles Cholmondeley. I due uomini sono molto diversi: Montagu, un ex avvocato di origine ebraica, ha inviato la sua famiglia in America per salvarla da un'eventuale invasione nazista; Cholmondeley è invece un rancoroso scapolo che vive con l'anziana madre, la quale attende invano la restituzione del corpo del suo primogenito morto sul campo a Chittagong, nel Bengala. Entrambi concordano però che tutte le proposte di depistaggio avanzate dal Comitato siano banali, e iniziano a progettarne una propria.
Cholmondeley organizza un piano molto complesso: propone di far andare alla deriva il cadavere di un finto soldato dei Royal Marines con addosso alcuni documenti che inducano i nazisti a credere che sia in corso un'operazione diretta in Grecia. L'ammiraglio Godfrey boccia la proposta, ma grazie alle insistenze di Montagu il piano va in porto: dell'operazione Mincemeat, come viene ribattezzata, si occuperanno i due militari assieme a Hester Leggett, fedele segretaria di Montagu, e al futuro scrittore Ian Fleming (uno dei suoi racconti è la fonte d'ispirazione primaria del piano).
Montagu e Cholmondeley ottengono il corpo di Glyndwr Michael, un vagabondo suicidatosi pochi giorni prima. La squadra gli attribuisce la falsa identità del maggiore William Martin e studia per lui una dettagliatissima biografia fasulla, allo scopo di rendere il personaggio credibile agli occhi dei nazisti. Nel cercare una donna che impersoni la sua fidanzata, Cholmondeley si consulta con Jean Leslie, una segretaria vedova della quale lui è segretamente invaghito: la ragazza propone di donare una sua fotografia per tale scopo, a patto di entrare a far parte della squadra: insieme a Hester e Montagu, ella si occuperà di aggiungere dettagli alla storia d'amore tra il finto maggiore e la sua inesistente fidanzata "Pam".
Nonostante il supporto di Jean, l'operazione procede tra molte difficoltà: i tempi sono stretti a causa della decomposizione del cadavere, che tra l'altro viene presto reclamato dalla legittima sorella del defunto; inoltre c'è l'ingerenza del Comitato Venti, che ritiene azzardato l'intero piano. Infine tra Jean e Montagu s'instaura un rapporto di tenerezza, cosa che rende Cholmondeley geloso e ostile verso i due. Tuttavia quando Godfrey gli chiede di spiare Montagu, il cui fratello Ivor è considerato una spia comunista, Cholmondeley inizialmente rifiuta in nome del rispetto che porta al suo collega; ritratterà in seguito alla promessa della restituzione della salma del fratello.
Il 30 aprile l'operazione Mincemeat va in porto: il corpo del "maggiore Martin" viene caricato a bordo del sottomarino Seraph e lasciato alla deriva nel golfo di Cadice, dove approda sulla costa di Huelva . L'operazione sembra subito bloccarsi a causa di una serie di coincidenze sfortunate che rischiano di far tornare in Gran Bretagna i falsi documenti prima che i nazisti li abbiano letti; il capitano Ainsworth, di stanza in Spagna, tenta in ogni modo di evitare che ciò accada. Quando gli effetti personali del maggiore Martin tornano in patria, tuttavia, all'esame degli specialisti risulta che essi siano stati maneggiati: questo sembra deporre a favore di una buona riuscita dell'operazione.
Nelle settimane successive giungono notizie confortanti: i nazisti trasferiscono gran parte delle forze dalla Sicilia in Grecia, lasciando sperare che il depistaggio sia avvenuto con successo. Poco dopo, tuttavia, Jean viene avvicinata da Teddy, barista del club dove la squadra soleva incontrarsi, il quale dichiara di essere a sua volta una spia di Alexis von Roenne, a capo della fazione anti-hitleriana del Partito Nazista; la ragazza, minacciata di morte, è costretta a rivelare tutti i particolari dell'operazione, pur convincendo Teddy che in questa particolare occasione i documenti trasportati dal maggiore Martin erano autentici; ma Montagu e Cholmondeley non possono essere sicuri della buona fede di Teddy: lo sbarco è dunque a rischio, poiché questa potrebbe essere un'operazione di contro-depistaggio da parte dei tedeschi. Prima che Jean lasci Londra per la sua sicurezza, i due uomini hanno un drammatico confronto durante il quale Montagu rivela a Cholmondeley di aver sempre saputo dei traffici di Ivor, ma di non aver avuto il coraggio di denunciarlo.
Nonostante i dubbi, il 10 luglio avviene lo sbarco. Dopo ore di fremente attesa, arriva la notizia che le forze alleate hanno subito poche perdite, che il nemico è in ritirata e che le spiagge siciliane sono state conquistate: l'operazione Mincemeat è riuscita. Cholmondeley e Montagu appianano le proprie divergenze e festeggiano insieme il loro successo. Montagu ritroverà la sua famiglia alla fine della guerra, Jean si sposerà con un soldato, Hester diventerà direttrice dei servizi segreti e Cholmondeley, dopo aver lasciato l'esercito, si sposerà e passerà la vita viaggiando. Il segreto sull'operazione Mincemeat durerà fino al 1997, quando sarà rivelato che il maggiore William Martin era in realtà Glyndwr Michael: sulla sua tomba in Spagna sarà aggiunto, da parte della autorità britanniche, un epitaffio che ricorderà il cambio di identità e il suo sacrificio.

## Produzione
Le riprese principali sono iniziate a dicembre 2019 tra Londra e la Spagna. Le location delle riprese includono una scena di battaglia a Saunton Beach, nel North Devon, nel febbraio 2020 e una scena a Malaga nel marzo 2021. Il 5 ottobre 2021 è stato pubblicato il trailer ufficiale della produzione

## Distribuzione
Il film è stato presentato in anteprima mondiale il 5 novembre 2021 al British Film Festival in Australia ed è stato distribuito da Warner Bros. International in gran parte dell'Europa, incluso il Regno Unito, e attraverso Netflix in Nord America. È uscito nel Regno Unito il 15 aprile 2022 mentre in Italia il 12 maggio seguente.